# قاعدة غرب القاهرة الجوية
قاعدة غرب القاهرة الجوية (إياتا: CWE، إيكاو: HECW) هو مطار عسكري على الجانب الغربي من القاهرة ، مصر . تشترك القاعدة الجوية في بعض البنية التحتية مع مطار أبو الهول الدولي المجاور.
يقع كايرو ويست تاكان (Ident: BLA ) في هذا المجال.

## روابط خارجية
- OurAirports - Cairo West AB
- القاهرة الغربية AB
- تاريخ الحوادث لـ (HECW) على شبكة سلامة الطيران.
- جوجل إيرث